# ジェラルド・ダレル

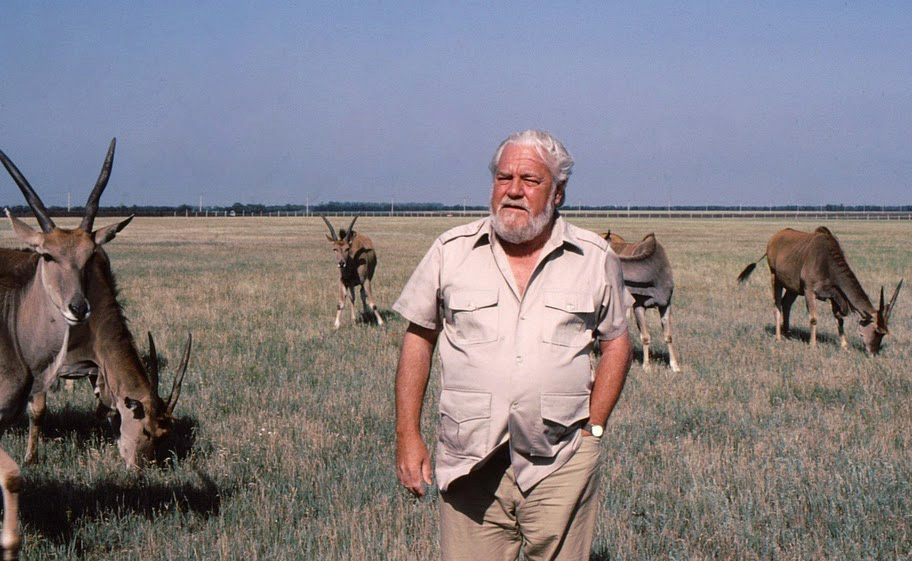
Gerald Durrell (1985)

ジェラルド・ダレル（Gerald Malcolm Durrell、1925年1月7日 - 1995年1月30日）は、イギリスのノンフィクション作家、ナチュラリスト、動物保護家。

## 人物・生涯
鉄道技師だった父の任地インドのジャムシェドプールで生まれる。長兄はロレンス・ダレルで、4人兄弟の末弟（ほか姉1人）。
1928年に父が死去、ロンドンへ戻るが、1935年から1939年まで母や兄とギリシャのコルフ島で過ごし、ジャン・アンリ・ファーブルの『昆虫記』に影響を受ける。第二次世界大戦が起きてロンドンへ戻り、病気のため兵役を免れ、ホイップスネード・パーク動物園で飼育係となる。
戦後、英領カメルーン、英領ギアナなどで動物狩りをし、1953年最初の著書『積みすぎた箱舟』を刊行、1956年『虫とけものと動物たち』で作家としての名声を確立、夫人とともにアルゼンチンや東南アジアにも行く。1959年、チャネル諸島のジャージー島に「ジャージー動物園」を設立する。1963年、ジャージー野生動物保護財団を設立する。
日本では浦松佐美太郎が『積みすぎた箱舟』を1960年に訳し、以後もぼつぼつ翻訳されてきたが、1974年に池澤夏樹が『虫とけものと動物たち』を訳すと広く知られるようになり、以後も主著を池澤が訳した。

## 著書
- The Overloaded Ark 1953年
『積みすぎた箱舟』浦松佐美太郎訳、暮しの手帖社、1960年、のち講談社文庫、学術文庫（「カメルーン動物記」副題）
『積みすぎた箱舟』羽田節子訳 福音館文庫、2006年
- The Bafut Beagles 1954年
『西アフリカの狩人 アフリカ原野に珍獣を獲える』竜岡豊訳、池田書店、1966年、のち筑摩書房
- Three Singles to Adventure 1954年
『アドベンチャーへの片道切符』佐藤百合子訳、評論社、1973年
- The New Noah 1955年
『動物いけどり作戦』白木茂訳 文研出版、文研児童読書館、1970年
『新しいノアの箱舟』渡辺栄一郎訳 芳賀書店、1973年
- My Family and Other Animals 1956年
『虫とけものと家族たち』池澤夏樹訳、集英社、1974年、のち文庫　のち中公文庫
- The Drunken Forest 1956年
『動物たちの森』小野章訳 評論社、1976年
- Encounters with Animals 1958年
『動物たちとのめぐりあい』小野章訳 評論社、1977年、児童図書館・文学の部屋
- A Zoo in My Luggage、1960年
『私の動物園』小野章訳 評論社、1977年 児童図書館・文学の部屋
- The Whispering Land 1961年
『囁く国の動物たち』川口正吉訳、月刊ペン社、1971年
- Menagerie Manor 1964年
『動物の館』鈴木主税訳、至誠堂、1968年
- Two in the Bush 1966年
『ダレルの動物散歩』川口正吉訳、月刊ペン社、1970年
「長い白雲の国」川口正吉訳『ノンフィクション全集 7』筑摩書房、1974年
- The Donkey Rustlers 1968年
『ろば18ぴきゆうかい作戦』小野章訳 講談社 世界の児童文学名作シリーズ、1972年
- Birds, Beasts, and Relatives 1969年
『鳥とけものと親類たち』池沢夏樹訳 集英社、1977年、のち文庫
- The Talking Parcel 1974年
『小包が運んできた冒険』小野章訳、評論社、1977年、児童図書館・文学の部屋
- The Garden of the Gods 1978年
『風とけものと友人たち』池沢夏樹訳 集英社 1984年
- Ark on the Move 1982年
『ナチュラリスト志願』リー・ダレル共著 日高敏隆、今泉みね子訳 ティビーエス・ブリタニカ 1985年
- The Ark's Anniversary 1990年
『方舟記念日』片岡しのぶ訳 河出書房新社 1992年